# Pustynny Lis
Pustynny Lis (ang. The Desert Fox: The Story of Rommel) – amerykański dramat wojenny z 1951 roku w reżyserii Henry’ego Hathawaya. Scenariusz filmu został oparty na książce brygadiera Desmonda Younga pt. Rommel: The Desert Fox (1950).

## Fabuła
II wojna światowa. Feldmarszałek Erwin Rommel przyłącza się do spisku grupy niemieckich oficerów przeciwko Adolfowi Hitlerowi.
Fabuła filmu oparta jest na faktach.  

## Obsada
- James Mason – feldmarszałek Erwin Rommel
- Cedric Hardwicke – dr Karl Strölin
- Jessica Tandy – Lucie Rommel
- Luther Adler – Adolf Hitler
- Everett Sloane – generał Wilhelm Burgdorf
- Leo G. Carroll – feldmarszałek Gerd von Rundstedt
- George Macready – generał Fritz Bayerlein
- Richard Boone – kapitan Hermann Aldinger
- Eduard Franz – pułkownik Claus von Stauffenberg
- Desmond Young – podpułkownik Desmond Young
- Michael Rennie – narrator
- Paul Cavanagh – podpułkownik Caesar von Hofacker
- John Hoyt – feldmarszałek Wilhelm Keitel
- Walter Kingsford – wiceadmirał Friedrich Ruge
- John Goldsworthy – generał Carl-Heinrich von Stülpnagel

i in.

## Produkcja
Scenariusz filmu powstał na bazie biografii Rommla autorstwa brygadiera armii brytyjskiej Desmonda Younga. Young podczas wojny walczył jako podpułkownik w Afryce. Będąc w niemieckiej niewoli oclił życie dzięki osobistej interwencji Rommla, który dbał o przestrzeganie prawa wojennego (epizod ten znalazł się w pierwszych scenach filmu, a Young zagrał w nim samego siebie).
Chociaż początkowo planowano obsadzenie w głównej roli Kirka Douglasa i Richarda Widmarka, to ostatecznie otrzymał ją brytyjski aktor James Mason
Film uzupełniono fragmentami oryginalnych filmów dokumentalnych z okresu II wojny światowej.
Zdjęcia kręcono w Wielkiej Brytanii, Francji, Włoszech i Stanach Zjednoczonych (Borrego Springs).

## Odbiór
Zarówno w czasie jego premiery, jak i obecnie film wzbudzał i wciąż wzbudza dużo kontrowersji. Jego twórcom krytycy zarzucali i do dziś zarzucają mnóstwo uproszczeń. Według nich postać Rommla zawężono wyłącznie do jego roli jako spiskowca przeciwko Hitlerowi. Kilka początkowych scen filmu pokazujących jego udział końcowym okresie walk w Afryce, kiedy to ponosił już same porażki, w niczym nie oddaje jego pseudonimu umieszczonego w oryginalnym tytule filmu ("Pustynny Lis") jaki nadali mu jego przeciwnicy, za jego błyskotliwe zwycięstwa w Afryce w 1942 roku. Zwycięstwa, które odnosił walcząc dla Hitlera i z jego rąk odbierając awanse i odznaczenia. Jak pisał The Guardian widz "musi po prostu uwierzyć filmowi na słowo, że Rommel był geniuszem wojskowym, szanowanym nawet przez swoich wrogów". Tygodnik Variety chwalił sceny batalistyczne, zwłaszcza atak brytyjskich komandosów na kwaterę Rommla w Afryce. Równocześnie jednak pisał, że "obietnica obejrzenia solidnego filmu wojennego nie spełnia się po uważnym wysłuchaniu narracji i przyjrzeniu się przedstawionym postaciom".
Głównym zarzutem krytyków było jednak przesadne heroizowanie Rommla, a nawet wybielanie niektórych dowódców nazistowskich. The New York Times pisał o "zadziwiającym braku szacunku dla zasad i wrażliwości tych, którzy cierpieli i krwawili w walce z niemiecką agresją podczas II wojny światowej". "Hollywoodzka pochwała człowieka, [...] odpowiedzialnego za śmierć tysięcy żołnierzy brytyjskich, [...] szczerego oportunisty wojskowego, którego jedyną pasją było uniknięcie klęski. [...] bałwochwalstwo dla generała, który walczył za Hitlera" – pisał Bosley Crowther na łamach tejże gazety.
Krytyka filmu i wytwórni nasiliła się po premierze w październiku 1951 roku. Zastrzeżenia miał również amerykański Departament Stanu oraz kilka organizacji amerykańsko-żydowskich. W rezultacie Biuro Wysokiego Amerykańskiego Komisarza ds Niemiec wstrzymało rozpowszechnianie filmu na terenie Niemiec do czasu "zmiany sytuacji", a wytwórnia Warner Bros wstrzymała dystrybucję kinową na terenie USA i anulowała już zaplanowane seanse. Obraz był również krytykowany w Europie (Wielka Brytania, Włochy, Niemcy).
Film okazał się być jednak dużym sukcesem finansowym.
Po latach, z racji kolejnych emisji telewizyjnych filmu, zwracano uwagę, że Rommel nigdy formalnie nie należał do spisku Stauffenberga, a jednie się solidaryzował i utrzymywał kontakty z jego uczestnikami. Wskazywano, że wielu historyków twierdzi, że to nieprawdopodobne, aby feldmarszałek, który regularnie spotykał się z czołowymi nazistami, w tym z Hitlerem, nie wiedział o Holokauście, co film pomija. Obecnie (2023), w ponad 70 lat po premierze, w rankingu popularnego, filmowego serwisu internetowego Rotten Tomatoes obraz posiada wysoką, 71-procentową, pozytywną ocenę "czerwonych pomidorów".